# مانور کوکن‌اشتت
مانور کوکن‌اشتت (انگلیسی: Queckenstedt's maneuver) یک آزمون بالینی است که در گذشته برای تشخیص تنگی مجرای نخاعی استفاده می‌شد.
برای انجام این آزمون، بیمار را در وضعیت خوابیده‌به‌پهلو قرار می‌دهند و پزشک پونکسیون کمری را انجام می‌دهد و فشار اولیه مایع مغزی-نخاعی را اندازه می‌گیرد. سپس دستیار پزشک، هر دو ورید ژوگولار را می‌فشارد. اگر فشار مایع مغزی-نخاعی ظرف ۱۰ تا ۱۲ ثانیه بالا برود، فرد مشکلی ندارد و طبیعی است. اما اگر فشار مایع مغزی-نخاعی با تأخیر زیاد افزایش پیدا کند، احتمالاً درجاتی از تنگی مجرای نخاعی موجود است. امروزه با وجود ام‌آرآی و سی‌تی اسکن دیگر نیازی به انجام چنین آزمونی نیست.
این آزمون نام خود را از متخصص مغز و اعصاب آلمانی هانس هاینریش گیورگ کوکن‌اشتت می‌گیرد که در سال ۱۹۱۶ میلادی آنرا ابداع و توصیف نمود.